# Губарев, Владимир Степанович
Владимир Степанович Гу́барев (26 августа 1938, Могилёв, Белоруссия — 25 января 2022, Москва, Россия) — российский и советский писатель-фантаст, драматург, журналист. Работал журналистом в газетах «Комсомольская правда» и «Правда». Лауреат Государственной премии СССР (1978). Член Союза писателей СССР с 1979 года. Член КПСС с 1959 года по 1991 год.

## Биография
Родился в семье военачальника.
Окончил МИСИ имени В. В. Куйбышева (1960). В 1962 году вышла первая книга «Дорогами Вселенной». С 1966 года работал в соавторстве с фантастами В. Аграновским, Д. Биленкиным, Я. Головановым, Виктором Комаровым и художником Павлом Буниным под коллективным псевдонимом Павел Багряк.
Работал журналистом в газетах «Комсомольская правда» и «Правда», освещая актуальные вопросы науки и освоения космоса.
Как вспоминал сам В. Губарев, в «Комсомольской правде» он за более чем 15 лет прошёл путь от литературного сотрудника до заместителя главного редактора, когда к 1976 году получил предложение перейти в «Правду» от М. В. Зимянина, которое принял; предложение это планировалось с отсрочкой, во время которой имел место скандал с обращением на В. Губарева в Комитет партийного контроля при ЦК КПСС; однако затем М. В. Зимянин, уже будучи секретарем ЦК КПСС, отмечал, что претензии к Губареву отсутствуют, ему предлагалось, по его же свидетельству, «остаться в „Комсомолке“, уйти главным в „Смену“ или перейти в „Правду“ обозревателем по науке», В. Губарев вновь выбрал последнее.
С 1970-х годов — постоянный автор журнала «Наука и жизнь».
Освещал проблемы геологии, природопользования, минерально-сырьевых ресурсов, управления горной промышленностью в экстремальных природно-климатических условиях Севера. Вместе с директором Геологического института Кольского филиала АН СССР Игорем Бельковым в 1981 году сопровождал канадских геологов в Апатитах и Хибинах. 12 августа 1981 года в «Правде» об этой экспедиции вышла статья Губарева «Камни Кейв», впоследствии опубликованная в сборнике «Восхождение к подвигу» (М.,1985, с. 331—341).
26 апреля 1986 года первым из журналистов оказался на месте Чернобыльской аварии — уже через несколько часов после серии взрывов. Под впечатлением от увиденного написал пьесу «Саркофаг», которая была поставлена в 56 театрах мира и имела огромный успех, особенно в Японии. В Великобритании пьеса была отмечена театральной премией имени Лоуренса Оливье.
В 1988 году большой общественный резонанс имела статья «Сады Ватикана», где впервые в советской партийной периодике сочувственно освещалась история римско-католической церкви. Статья была отвергнута редколлегией «Правды» и тем не менее опубликована в главной коммунистической газете СССР по личному указанию Михаила Горбачёва. В 1991 году Губарев ушёл из «Правды» в знак протеста против передачи прав на её издание семье греческих предпринимателей Янникосов.
Губарев — автор 6 пьес (все они были поставлены на родине и за рубежом), множества интеллектуальных и научно-популярных работ по проблематике освоения космоса, научного прогресса, ответственности науки и учёных перед человечеством. В серии «Судьба науки и учёных России» вышло 14 книг автора.
На канале «Культура» В. Губарев вёл цикл передач «Реальная фантастика».
По собственному утверждению, посетил порядка пятидесяти стран.
Был членом редакционного совета журнала «Наука и жизнь».
Скончался 25 января 2022 года на 84-м году жизни. Похоронен на Троекуровском кладбище.

## Семья
Жена — Светлана Олеговна Губарева, специалист по проектированию водопроводных и канализационных сооружений.
- Дочь Мария (р.1966) — специалист по космической проблематике
  - Внучка Анастасия (р. 1990)
- Сын Алексей (р.1971) — специалист по космической проблематике

## Экранизации
- 1985 — Корабль пришельцев (по мотивам повести «Легенда о пришельцах»)

## Награды и премии
- Государственная премия СССР (1978) — за сценарии фильмов телевизионного цикла «Наша биография» (1976—1977)
- Премия Ленинского комсомола (1974) — за создание цикла очерков и репортажей о советской программе освоения космоса и активную пропаганду достижений науки и техники (совместно с Я. К. Головановым)
- Два ордена «Знак Почёта»
- Орден Гагарина Федерации космонавтики России (2005)
- Почётное звание «Легенда российской журналистики» (2018)

## Публикации
- Губарев В. С., Непорожний П. С. Электрификация опережающая. — Советская Россия, 1962. — 68 с.
- Губарев В. С. Дорогами Вселенной. — М.: Знание, 1962. — 78 с. — (Прочти, товарищ!).
- Губарев В. С. Часовые звезд. — М.: Знание, 1963. — 127 с.
- Губарев В. С. Страна лилипутов: Очерки об электронике. — М.: Советская Россия, 1965. — 199 с.
- Губарев В. С. Рождение атомного реактора. Встречи в городе физиков. — Атомиздат, 1965. — 97 с. — (Научно-популярная б-ка).
- Губарев В. С. Человек. Земля. Вселенная. Советские ученые рассказывают: Что дает нам освоение космоса. — М.: Московский рабочий, 1965. — 223 с.
- Дубинин Н. П., Губарев В. С. Нить жизни: Очерки о генетике. — М.: Атомиздат, 1966. — 168 с. — (Научно-популярная б-ка).
- Губарев В. С., Горелов В. Е. Время великих открытий. — М.: Московский рабочий, 1967. — 200 с.
- Дубинин Н. П., Губарев В. С. Нить жизни: Очерки о генетике. — 2-е изд., перераб. и доп. — М.: Атомиздат, 1968. — 168 с.
- Губарев В. С. Атомные города. — М.: Атомиздат, 1968. — 128 с. — (Научно-популярная б-ка).
- Губарев В. С. Человек. Земля. Вселенная / 2-е изд., перераб. и доп. — М.: Московский рабочий, 1969. — 215 с.
- Губарев В. С. Космический перекрёсток / Предисл. акад. Б. Н. Петрова. — М.: Советская Россия, 1971. — 253 с.
- Губарев В. С. Хроника одного путешествия, или Повесть о первом луноходе. — Молодая гвардия, 1971. — 79 с.
- Губарев В. С. Грани открытий. — М.: Московский рабочий, 1972. — 110 с.
- Боднарук Н. Д., Губарев В. С., Репин Л. Б. Золотой фонд науки: [Очерки]. — М.: Знание, 1972. — 47 с. — (Новое в жизни, науке, технике. Серия «Молодёжная» № 3).
- Губарев В. С. Ариабата. — М.: Политиздат, 1975. — 103 с.
- Губарев В. С. Космическая трилогия: Докум. повести. — М.: Молодая гвардия, 1973. — 207 с.
- Губарев В. С. От Коперника до «Коперника». — Политиздат, 1973. — 127 с.
- Губарев В. С. Космические мосты. — М. : Молодая гвардия, 1976. — 280 с. : ил. — (Эврика). — 100 000 экз.
- Губарев В. С. Конструктор: Несколько страниц из жизни М. К. Янгеля. — М.: Политиздат, 1977. — 110 с. — (Герои Советской Родины).
- Губарев В. С. Вылетаем на Байконур. — М.: Политиздат, 1979. — 272 с.
- Губарев В. С. «Поехали!»: Докум. очерки о космосе и космонавтах. — М.: Молодая гвардия, 1981. — 303 с.
- Губарев В. С. Район посадки неизвестен… : (Особый полёт). Драм. хроника / Отв. ред. В. Цирнюк. — М.: ВААП-Информ, 1982. — 73 с.
- Губарев В. С. Серебристые облака : (Повести о космонавтах).. — М.: Советская Россия, 1982. — 208 с. — 50 000экз. экз.
- Губарев В. С. «Поехали»: Два дня из жизни Главного конструктора. Пьеса в 2-х д. Особый полёт. — М.: Искусство, 1984. — 118 с. — (Сегодня на сцене).
- Губарев В. С. Утро космоса : Королёв и Гагарин. — Молодая гвардия, 1984. — 191 с. — (Люди и космос).
- Губарев В. С. Ужин на рассвете : [Междунар. сотрудничество в обл. космонавтики]. — М.: Советская Россия, 1985. — 303 с.
- Губарев В. С. Восхождение к подвигу : [О достижениях сов. науки]. — М. : Правда, 1985. — 368 с. — ББК Г 93.
- Губарев В. С. Век космоса : Страницы летописи. — М.: Советский писатель, 1986. — 672 с.
- Губарев В. С. Век космоса : Страницы летописи. Кн. 2.. — М.: Советский писатель, 1985. — 672 с. — 100 000 экз.
- Губарев В. С. Саркофаг : Трагедия. — М.: Искусство, 1987. — 84 с.
- Романов А. П., Губарев В. С. Конструкторы : [О С. П. Королёве, М. К. Янгеле, В. П. Глушко]. — М.: Политиздат, 1989. — 367 с. — ISBN 5-250-00431-8.
- Губарев В. С. Зарево над Припятью: Записки журналиста. — М.: Молодая гвардия, 1987. — (Эврика).
- Губарев В. С. Фантом // Наука и жизнь. — 1987. — № 6—7.
- Губарев В. С. Президент, или Уотергейт по-русски: [О Б. Н. Ельцине]. — М.: МНО «Форум учёных и специалистов за сов.-амер. диалог». Секция прогностики : Тропа ГХП «Путь», 1990. — 166 с.
- Губарев В. С. Арзамас-16. — М.: ИздАТ, 1992. — 111 с. — (Русские сенсации). — ISBN 5-86656-046-1.
- Губарев В. С. Трагедии. — М.: РИИА «НЕКОС», 1995. — 143 с. — (Русские сенсации).
- Губарев В. С. Ядерный век. Бомба: [Ст. и беседы]. — М.: ИздАТ, 1995. — 400 с. — 3000 экз. — ISBN 5-86656-027-5.
- Губарев В. С. Ядерный век. Чернобыль. — М.: Реклам.-информ. и изд. агентство «Некос»; Федерация, 1996. — 445 с. — (Русские сенсации). — ISBN 5-86167-013-7.
- Губарев В. С. Ядерный век. Зеркало Урала / Науч. Демидов. фонд и др. — М.: Агентство «Некос», 1997. — 352 с. — (Русские сенсации). — ISBN 5-86167-013-7.
- Губарев В. С. Южный старт: [Об оборон. и косм. КБ и предприятии в г. Днепропетровске]. — М.: Агентство «Некос», 1998. — 400 с. — ISBN 5-86167-013-7.
- Губарев В. С. Прощание с XX веком: Судьба науки и учёных в России. — М.: Наука, 1999. — 512 с. — ISBN 5-7846-0017-6.
- Губарев В. С. XX век. Исповеди : Судьба науки и учёных в России. — М.: МАИК «Наука/Интерпериодика», 2000. — 608 с. — ISBN 5-7846-0034-6.
- Губарев В. С. XXI век. Рассвет: Судьба науки и учёных в России. — М.: МАИК «Наука/Интерпериодика», 2001. — 583 с. — ISBN 5-7846-0078-8.
- Губарев В. С. От звёзд до русалок : Размышления о премиях МАИК «Наука», которыми отмечаются лучшие публ. года в науч. журн., а также встречи и беседы с лауреатами и теми, кто решает кому именно и за что присуждать премии в этом году. Авт. также делает попытку взглянуть на судьбу рос. науки — на её прошлое, настоящее и будущее. — М.: МАИК «Наука/Интерпериодика», 2001. — 110 с. — ISBN 5-7846-0069-9.
- Губарев В. С. Мечта о Вселенной. Судьба науки и учёных в России. — М.: ИКЦ «Академкнига», 2002. — 608 с. — ISBN 5-94628-094-5.
- Губарев В. С. Фантастика в чертежах: судьба науки и учёных в России. — М.: ИКЦ «Академкнига», 2003. — 640 с. — ISBN 5-94628-147-X. (Книга содержит беседы с крупнейшими учеными XX столетия академиками Г. А. Месяцем, Н. А. Платэ, В. И. Субботиным, В. С. Мясниковым, Е. П. Велиховым, Н. П. Лаверовым и другими о последних достижениях науки)
- Губарев В. С. Белый архипелаг Сталина : док. повествование о создании ядер. бомбы, основ. на рассекреч. материалах «Атом. проекта СССР». — М.: Молодая гвардия, 2004. — 419 с. — (Россия и мир). — ISBN 5-235-02708-6.
- Губарев В. С. Формулы грёз: судьба науки и учёных в России. — М.: ИКЦ «Академкнига», 2004. — 463 с. — ISBN 5-94628-208-5.
- Губарев В. С. Звёздные ливни: судьба науки и ученых в России. — М.: Академкнига, 2005. — 592 с. — ISBN 5-94628-236-0.
- Губарев В. С. Агония Средмаша: от Чернобыля до Чубайса. — М.: Академкнига, 2006. — 575 с. — ISBN 5-94628-264-6.
- Губарев В. С. Ракетный щит империи. — М.: Алгоритм; Эксмо, 2006. — (Сверхдержава. Русский прорыв). — ISBN 5-699-17714-0.
- Губарев В. С. Секретный атом. — Эксмо; Алгоритм, 2006. — 463 с. — (Сверхдержава). — ISBN 5-699-19136-4.
- Губарев В. С. Русский космос: секретные технологии империи. — Эксмо; Алгоритм, 2006. — 463 с. — (Сверхдержава. Русский прорыв). — ISBN 5-699-18316-7.
- Губарев В. С. Окна из будущего : судьба науки и учёных в России. — М.: Академкнига, 2007. — 484 с. — ISBN 978-5-94628-191-1.
- Губарев В. С. Острова открытий : судьба науки и учёных в России. — М.: Академкнига, 2008. — 400 с. — ISBN 978-5-94628-333-5.
- Губарев В. С. Секретные академики. — М.: Алгоритм, 2008. — 383 с. — (Сверхдержава). — ISBN 978-5-9265-0599-0.
- Губарев В. С. Атомная бомба. — М.: Алгоритм, 2009. — 607 с. — (Хроника великих открытий). — ISBN 978-5-9265-0526-6.
- Губарев В. С. Тайны Гагарина: мифы и правда о первом полёте. — М.: Яуза; Эксмо, 2011. — (Первые в космосе). — 4000 экз. — ISBN 978-5-699-48162-0.
- Губарев В. С. Неизвестный Янгель: создатель «Сатаны». — М.: Яуза; Эксмо, 2011. — 254 с. — (Война и мы. Авиаконструкторы). — ISBN 978-5-699-48559-8.
- Губарев В. С. Моя «Правда». Большие тайны большой газеты. — М.: Алгоритм, 2012. — 255 с. — (Русская правда). — ISBN 978-5-4438-0127-8.
- Губарев В. С. Величайшая тайна Гагарина: мифы и правда о Первом Космонавте СССР. — М.: Яуза; Эксмо, 2014. — 318 с. — (Юбилейные биографии). — ISBN 978-5-699-70593-1.
- Губарев В. С. Убийство РАН: новейшая история науки в России. — М.: Алгоритм, 2014. — 207 с. — ISBN 978-5-4438-0609-9.
- Губарев В. С. Секретные академики: кто сделал СССР сверхдержавой. — М.: Вече, 2015. — 319 с. — (Великие тайны истории. XX век). — ISBN 978-5-4444-2546-6.